# Зоргол
Зорго́л (рос. Зоргол) — село у складі Приаргунського округу Забайкальського краю, Росія.
Стара назва — Заргол.

## Населення
Населення — 766 осіб (2010; 823 у 2002).
Національний склад (станом на 2002 рік):
- росіяни — 95 %